# Stroudia punctaticornis
Stroudia punctaticornis är en stekelart som först beskrevs av Giordani Soika 1940.  Stroudia punctaticornis ingår i släktet Stroudia och familjen Eumenidae. Inga underarter finns listade i Catalogue of Life.